# Rathaus Bautzen
Das Rathaus von Bautzen (obersorbisch Radnica) befindet sich zwischen Hauptmarkt (im Süden) und Fleischmarkt (im Norden) inmitten der Bautzener Altstadt. Der Bau des ersten festen Ratssitzes an dieser Stelle geht zurück auf einen Erlass des böhmischen Königs Ottokar I. Přemysl, der Bautzen erlaubte, hier „ein sonderlich stattliches steinernes Haus“ zu errichten.

## Baugeschichte
Die Errichtung des ersten Rathauses fand im Jahr 1213 statt. Von diesem ursprünglichen Gebäude ist jedoch aufgrund der vielen Zerstörungen und Umbauten fast nichts mehr erhalten geblieben. Nach seiner Eröffnung im 13. Jahrhundert diente das Gewölbe im unteren Stockwerk des Rathauses vermutlich zunächst als Kaufhaus für Tuchmacher, die zu dieser Zeit die reichsten Kaufleute der Stadt waren. 1284 zogen die Händler in das neu errichtete Gewandhaus auf der gegenüberliegenden Seite des Hauptmarktes um, da ihnen der Platz im Rathausgewölbe nicht mehr ausreichte. Seit der Gründung des Oberlausitzer Sechsstädtebundes im Jahr 1346 war das Bautzener Rathaus dessen Sitz.

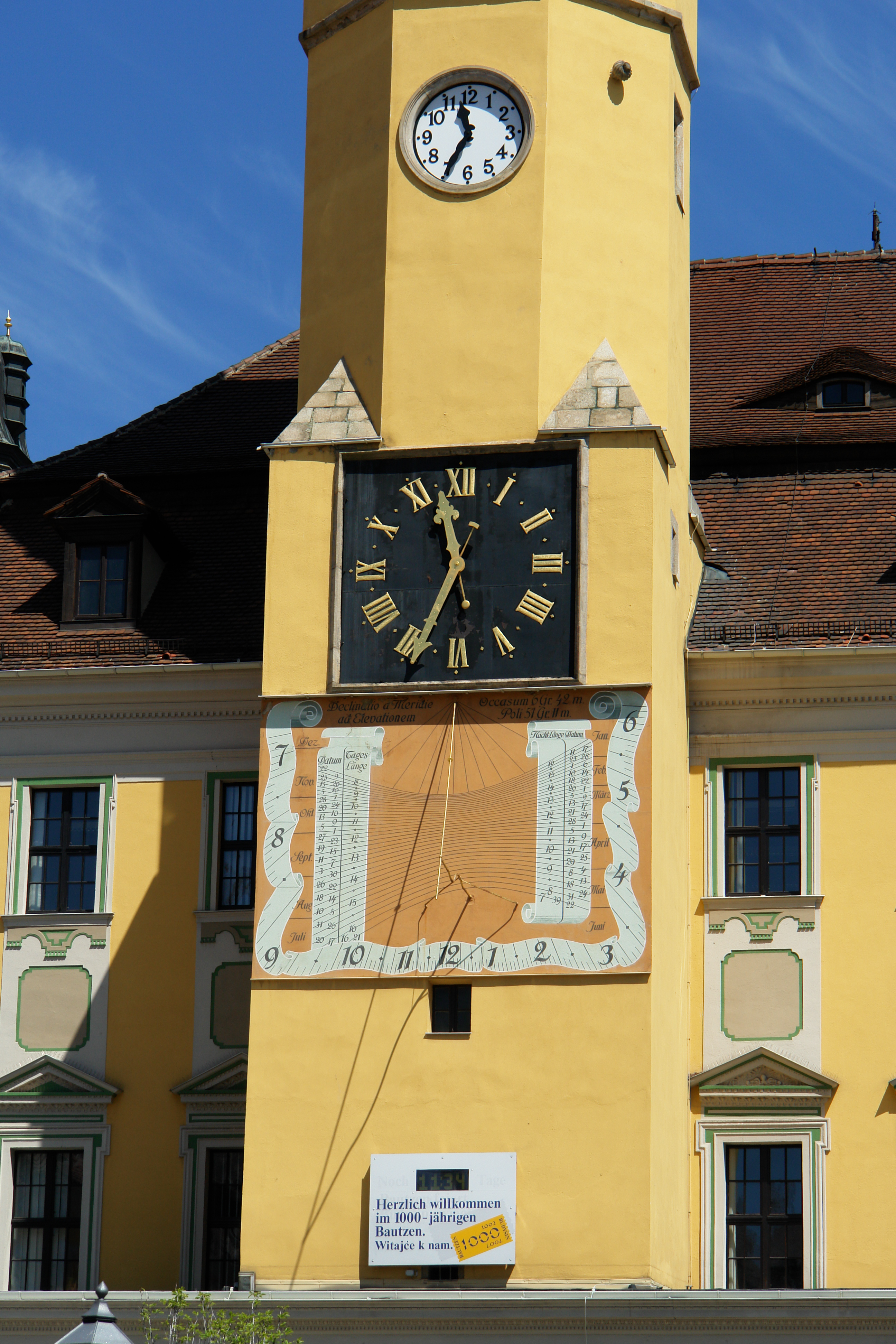
Uhren am Rathausturm; rechts neben der obersten Uhr ist der Türkenkopf zu sehen

Im Jahr 1489 legte man den Grundstein für den Turm des Rathauses. Der Bau wurde am 21. August 1493 vollendet. 1525 wurde die erste Turmuhr mit der zugehörigen Stundenglocke an der Südseite des Turms eingebaut. 1582 trug man die Spitze des Rathausturms ab, um diesen um ein Stockwerk zu erhöhen. Des Weiteren entstand in dieser Umbauphase der steinerne Umgang unterhalb der Turmhaube.
Im Jahr 1627 folgte auch auf der nördlichen Turmseite eine Turmuhr. Der Turm und die Uhr wurden beim großen Stadtbrand von 1634 zerstört. Bis 1644 wurde der Turm wieder errichtet, bei einem Sturm wurde 1660 jedoch der obere Teil heruntergerissen und zerstört. Bis 1663 wurde der Turm erneut rekonstruiert. Nach dem Rathausbrand von 1704, bei dem das Gebäude mitsamt dem Turm erneut beschädigt wurden, errichtete man beim Wiederaufbau die dreistöckige Turmhaube, die noch heute erhalten ist. Zwischen 1729 und 1732 wurde das Rathaus nach den Plänen von Johann Christoph von Naumann umgebaut und erhielt seine heutige Gestalt. Die Umbauten konzentrierten sich auf den Ausbau des oberen Stockwerkes, die Vergrößerung der Fenster und den Anbau des Treppenhauses mit der barocken Doppeltreppe auf der Nordseite.
Die Südseite erhielt erst 1863 ihre Pilasterarchitektur.

## Sonstiges
An der Südseite des Rathausturms ist rechts neben der obersten Uhr ein hervorspringender dunkler Stein zu sehen, der einen Türkenkopf mit Turban darstellt. Dieser wurde gemäß der Sage zur Erinnerung an die 1683 heranrückenden Truppen der Türken dort eingemauert, die jedoch bereits bei Wien im Zuge der Zweite Wiener Türkenbelagerung von den Heeren des sächsischen Kurfürsten Johann Georg III. und des Polenfürsten Johann III. Sobieski besiegt wurden. Aus Furcht vor den heranrückenden Truppen der Türken hatten die Bürger der Stadt bereits in großer Eile die Mauern, Wälle und Tore ausgebessert, um für einen Kampf gerüstet zu sein.
An der Südfassade des Rathauses stand in der Zeit von 1864 bis 1985 auf einem Sockel die Statue des „Ritter Dutschmann“, der heute wieder den Brunnen auf dem Hauptmarkt vor dem Rathaus krönt.

## Weitere Ansichten

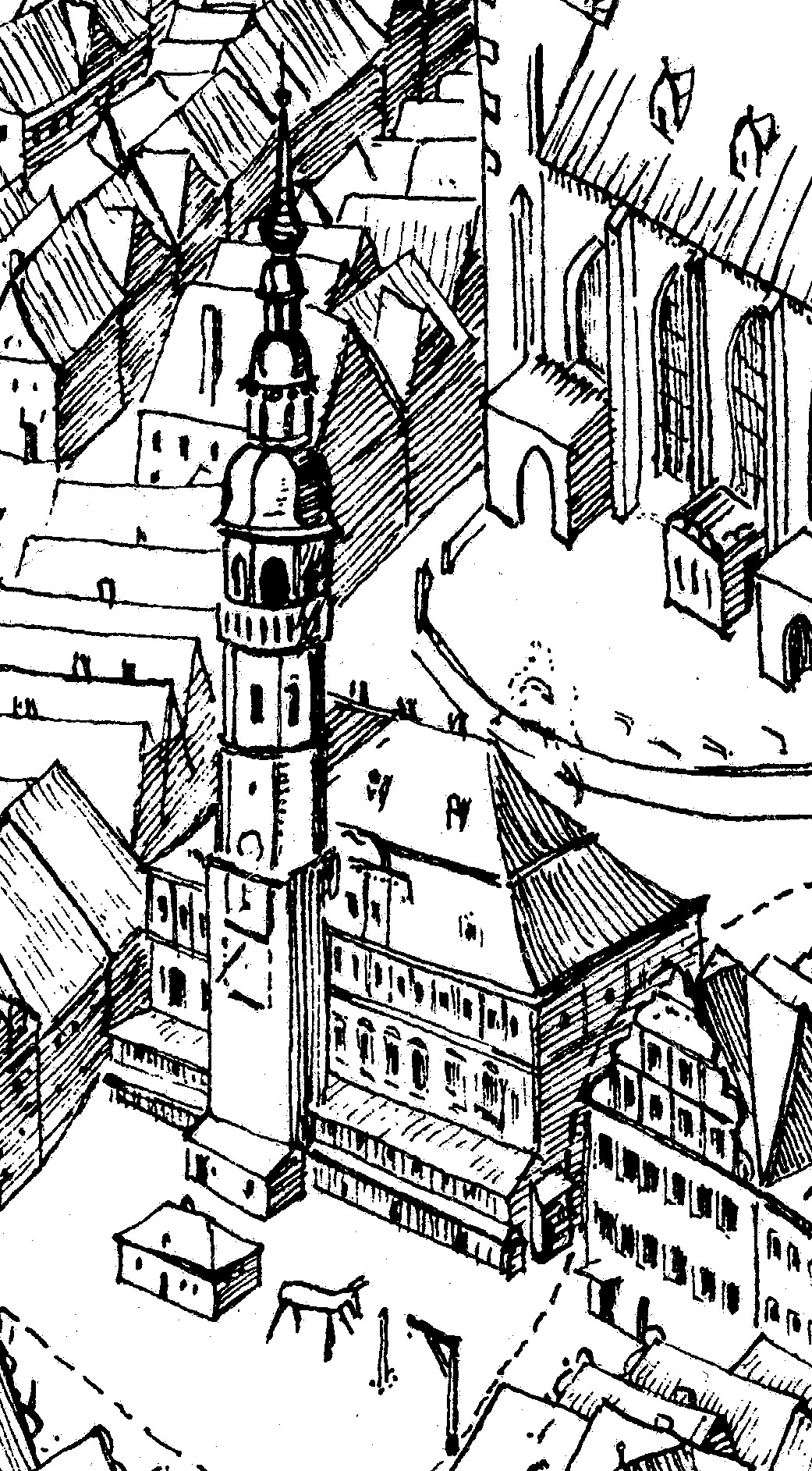
Darstellung im Schreiberplan
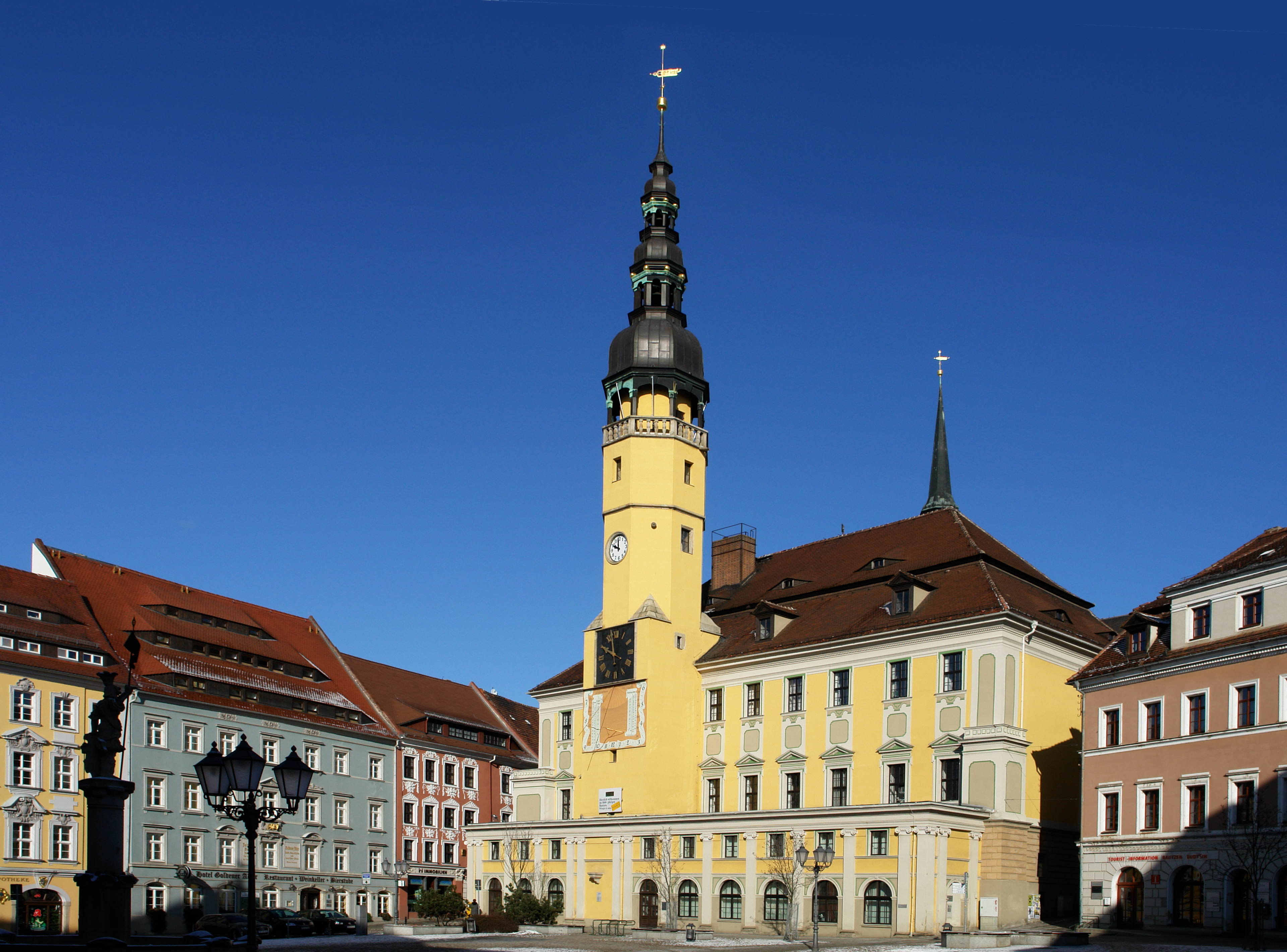
Ansicht vom Hauptmarkt
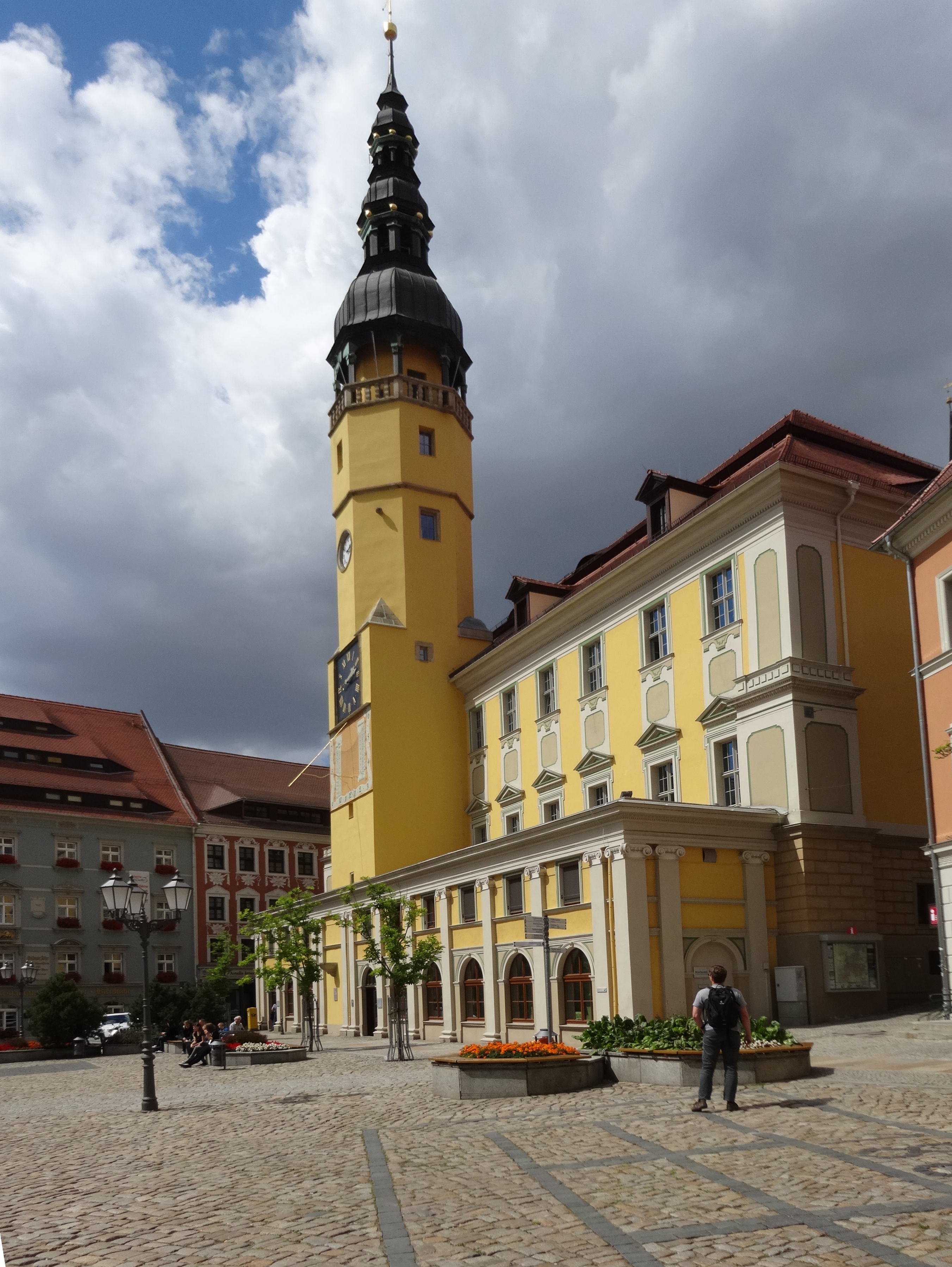
Ansicht vom Hauptmarkt
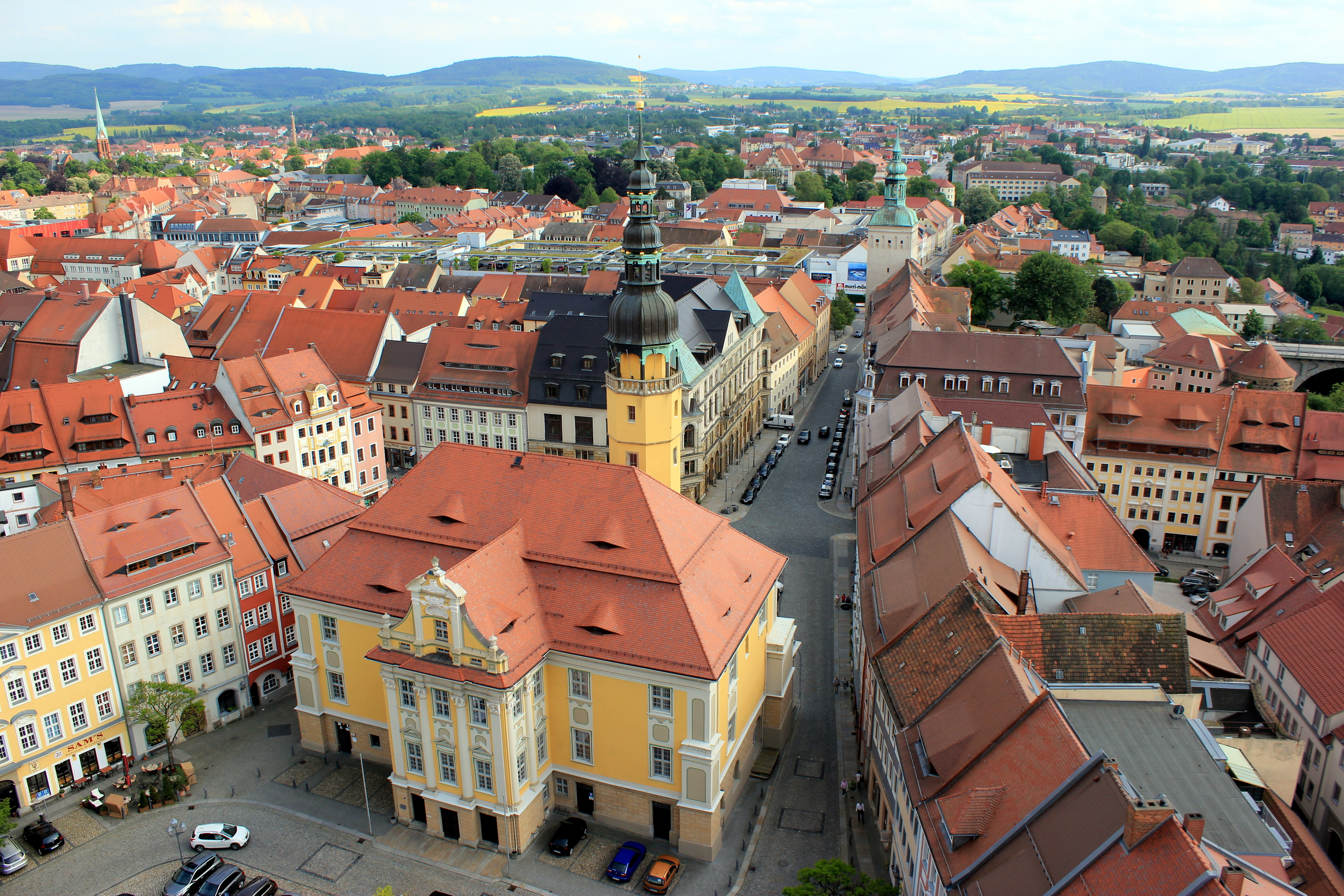
Ansicht vom Domturm aus
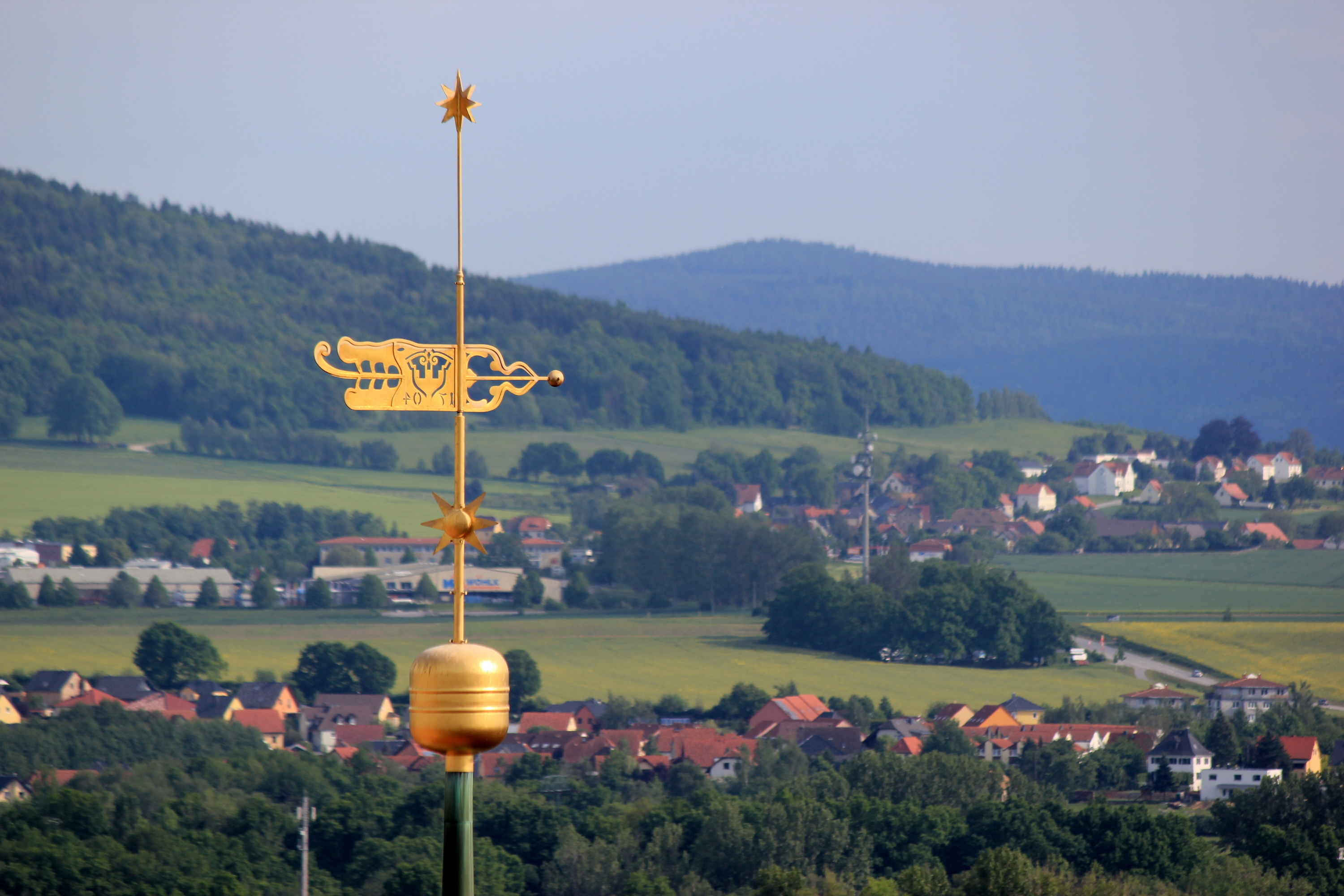
Die Wetterfahne
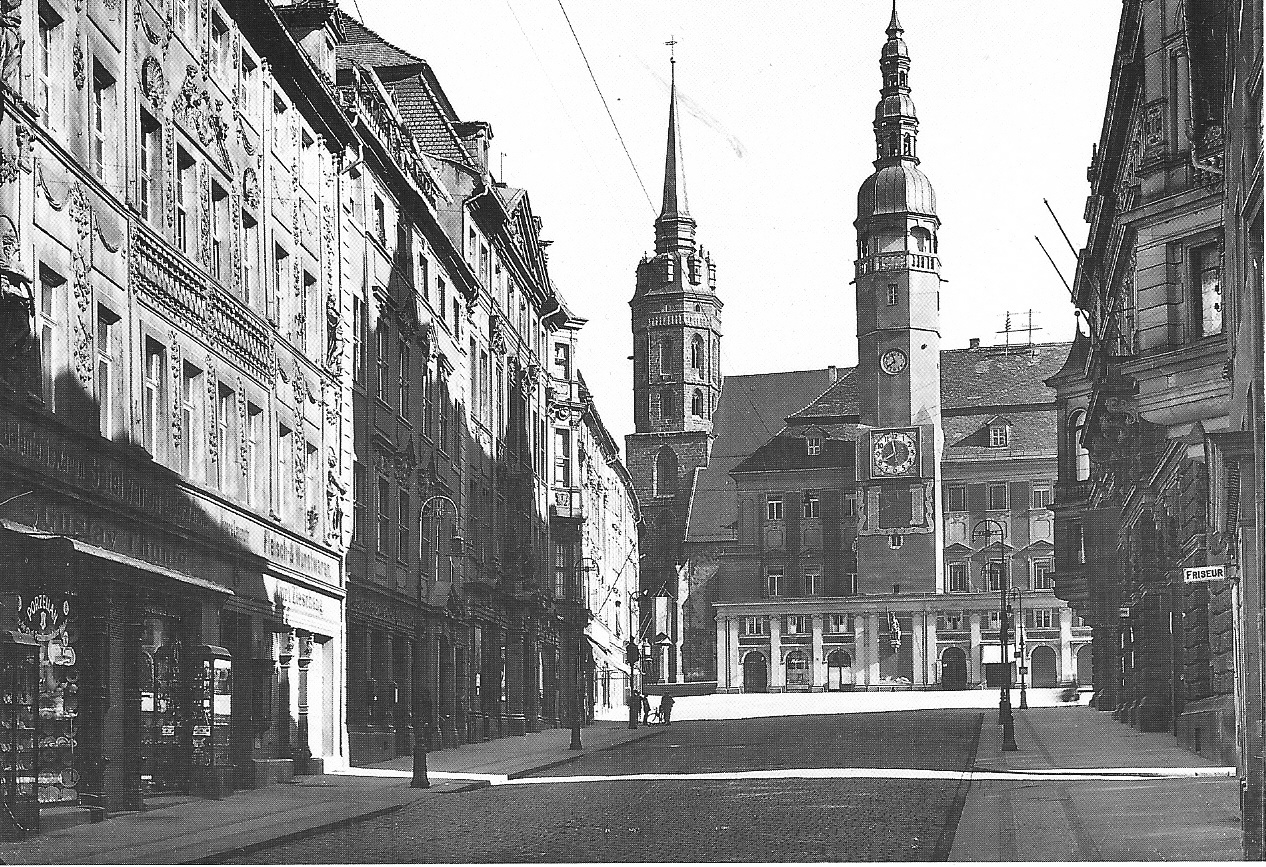
Ansicht um 1900